# Nieste
Nieste é um município da Alemanha, situado no distrito de Kassel, no estado de Hesse. Tem 4,05 km² de área, e sua população em 2019 foi estimada em 2.021 habitantes.